# Chimi Lhakhang
Chimi Lhakhang es un monasterio budista en el distrito de Punakha, Bután. Está ubicado cerca de Lobesa, yace sobre una colina circular y fue fundado y construido en 1499 por el lama Ngawang Chogyal de la rama Drukpa Kagyü, quien fue el decimocuarto abad del Monasterio Ralung.
El lugar fue bendecido por el primo de Ngawang Chogyal,  Drukpa Kunley (1455–1529), que también construyó un chörten en él. Se dice que al preparar y bendecir el lugar, el lama Kunley sometió a un demonio del paso de Dochula con su «rayo mágico de sabiduría» y lo atrapó en una roca en un lugar cercano a donde actualmente se encuentra el chörten. Era conocido como el Santo Loco o Loco Divino por su forma poco ortodoxa de enseñar el budismo mediante el canto, por su humor y por su comportamiento escandaloso, el cual llegaba a ser extraño, impactante y con connotaciones sexuales. También es el santo que abogó por el uso de símbolos fálicos como pinturas en las paredes y como falos voladores de madera tallados en los tejados de las casas, en las cuatro esquinas de los aleros. El monasterio es el repositorio del símbolo de madera original del falo que Kunley trajo del Tíbet. Este falo de madera está decorado con un mango de plata y se utiliza para bendecir a las personas que visitan el monasterio en peregrinación, particularmente a las mujeres que buscan bendiciones para engendrar hijos. La tradición en el monasterio es golpear a los peregrinos en la cabeza con un falo de madera (pene erecto) de 25 centímetros de largo. Los símbolos del pene erecto en Bután tradicionalmente han tenido como objetivo alejar el mal de ojo y los chismes maliciosos.

## Geografía
El Lhakhang se encuentra a 10 kilómetros desde Punakha, cerca de un pueblo llamado Sopsokha, desde donde una caminata de 20 minutos por un sendero fangoso y polvoriento a través de campos agrícolas de mostaza y arroz conduce a una colina donde se encuentran el monasterio y el chörten. Hay banderas de plegaria alineadas a lo largo del camino desde la pequeña aldea conocida como Yowakha, a lo largo de un desagüe o arroyo hasta el monasterio. Todas las casas del pueblo tienen pinturas de falos en sus paredes exteriores. El lama Kunley había llamado al montículo donde se encuentra el monasterio el pecho de una mujer debido a su forma redonda.

## Estructura y tradiciones

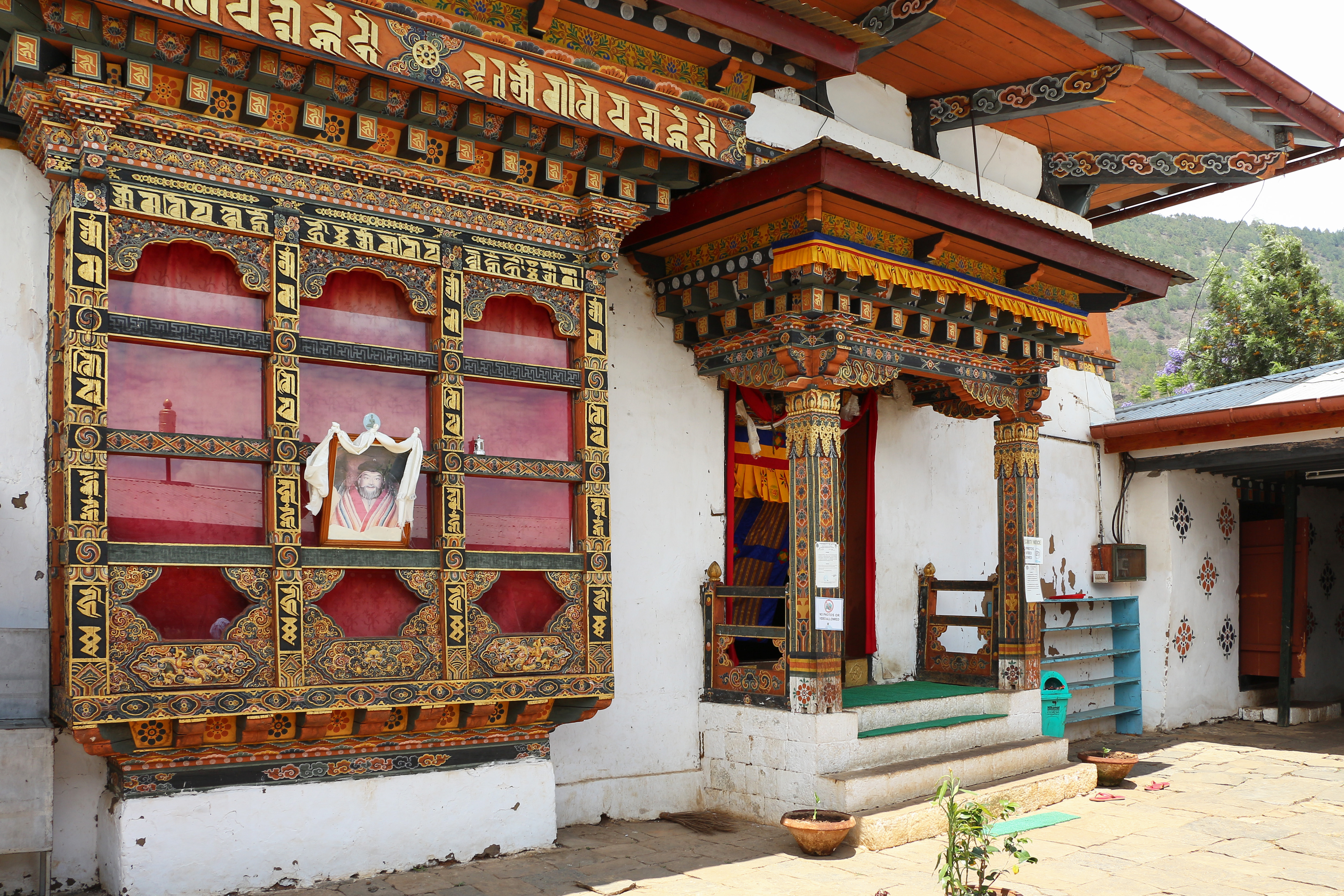
Entrada al monasterio

El Lhakhang es de tamaño modesto, de forma cuadrada y con un chapitel dorado. Es un edificio con techo de color amarillo dorado. Tiene una hilera de ruedas de plegaria y sus paredes exteriores están revestidas de pizarras talladas con imágenes de santos. Cerca de la entrada al lhakhang, hay un pequeño chörten que marca el lugar donde el lama Kunley sometió al demonio. La sala de oración dentro del monasterio tiene parafernalia tántrica: thangkas, campanas, tambores, cuernos, dorjis y un kangd. La estatua de Kunley, con túnica de monje, está ubicada en el centro del altar, en posición reclinada junto a una estatua de cerámica de su perro Sachi. En el monasterio también están deificadas imágenes de Zhabdrung, Buda Shakyamuni y Chenrezig. Las mujeres que acuden al monasterio en busca de bendiciones para los niños reciben un golpe en la cabeza por parte del Lama que preside con un falo de marfil, madera y hueso de 25 centímetros. También hacen la peregrinación para obtener el nombre del niño que va a nacer. Lo hacen recogiendo trozos de bambú que colocan en el altar y que tienen inscritos nombres de niño y niña. También se dice que el pequeño chörten en el altar fue hecha por el propio Kunley. En las paredes del monasterio también hay frescos que representan la colorida vida del Santo Loco.

Vista panorámica de Chimi Lhakhang

## Leyenda
Hay varias leyendas y anécdotas relacionadas con el lakhang y Drukpa Kunley. Según una leyenda, Kunley, también conocido por sus poderes sobrenaturales, había predicho la muerte de otros lamas, lo que se hizo realidad. Sin embargo, Lama Kunley y su perro Sachi, cuyas estatuas están deificadas en el monasterio, alcanzaron el cielo.